# Kertész Ákos

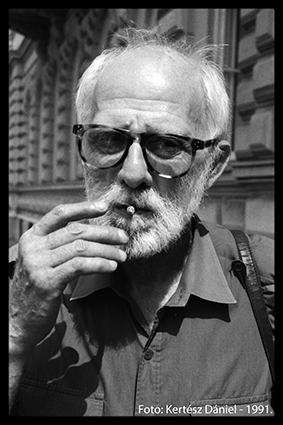
Kertész Ákos 1991-ben. Fotó: Kertész Dániel

Kertész Ákos (Budapest, 1932. július 18. – Montréal, 2022. december 7.) Kossuth-díjas magyar író, filmdramaturg. 2012-től haláláig Kanadában élt.

## Életútja
Kertész Ferenc (1903–1953) cukrászmester és Vágó Lilla (1908–1993) fiaként született asszimilálódott zsidó családban. Azt mondta: „a holokausztot nem a hóhérok kegyéből, hanem a szerencsének köszönhetően élte túl.” 1950-ben érettségizett Budapesten, s mivel polgári származása miatt nem vették föl az egyetemre, 12 évig karosszérialakatos volt az Ikarus Karosszéria- és Járműgyárban, 1954–1966 között az V. sz. Állami Autójavító Vállalatnál. Közben állami ösztöndíjjal elvégezte az Eötvös Loránd Tudományegyetem magyar–népművelés szakát (1961–1966). 1966–1992 között a Mafilm dramaturgja, forgatókönyv- és dialógusírója volt. Innen ment nyugdíjba 60 évesen, de a filmszakmával továbbra is ápolta a kapcsolatot, regényeiből, idegen irodalmi anyagokból, rendezői ötletből stb. számtalan forgatókönyvet és tévéjátékot írt. 1994 és 1997 között az Élet és Irodalom című hetilap szerkesztője és főmunkatársa volt.
2012. február 29-én Kanadába távozott, és ott menekültstátuszt kért. Saját állítása szerint az Amerikai Népszavában 2011. augusztus 29-én közölt cikke (lásd alább) megjelenése óta állandó fizikai zaklatásnak, fenyegetettségnek volt kitéve Magyarországon. 2013 novemberében a menekültkérelmét elfogadták a kanadai hatóságok.

## Munkássága
Számos film, tévéfilm forgatókönyvének írója vagy társszerzője. Színpadra írt saját műveit külföldön is bemutatták. Makra című regényét 12 nyelvre fordították le, és 1,2 millió példányban fogyott el a világon. (Makra, 1972; Névnap, 1973; Sziklafal/Özvegyek, 1976; Huszonegy, 1984; Családi ház manzárddal, 1984.) Regényeit, kisregényeit lefordították idegen nyelvekre. Aki mer, az nyer című kisregénye bolgárul Szófiában jelent meg 1984-ben, ugyanitt szintén bolgár nyelven Makra című regényét 1988-ban adták közre. Több művét francia, román, német, cseh, lengyel, orosz, szlovák, svéd, észt, japán, spanyol stb. nyelven jelentették meg. Fő regényei, színpadi művei az 1960-as, 1970-es évek magyar társadalmának tükrei a fiatalok, a munkásrétegek szemszögéből. Színpadi műveit ma is játsszák Magyarország határain túl is, egyik legsikeresebb darabja az Özvegyek című, amelyet egész Kelet-Közép-Európában játszottak és játszanak, s még Örményországba is eljutott.

## Vitatott írásai
Kertész Ákosnak a 2011. augusztus 29-i Amerikai Népszavában megjelent, az Amerikai Magyar Népszavában való publikációs lehetőségét féltő nyílt levelében a magyarok jellemével kapcsolatban megfogalmazott álláspontja a magyarországi közélet egy részében megbotránkozást keltett, de voltak, akik ugyanakkor e heves reakció vélt kezdeményezőinek erkölcsi kompetenciáját is kétségbe vonták. Viszont mások megbecsülik Kertész Ákos szavait és bátorságát.

„A magyar genetikusan alattvaló. József Attila talált mentséget: »ezer éve magával kötve, mint a kéve sunyít, vagy parancsot követ.« De ez nem mentség arra, hogy a magyar a legsúlyosabb történelmi bűnökért sem érez egy szikrányi lelkiismeret furdalást, hogy mindent másra hárít, hogy mindig másra mutogat, hogy boldogan dagonyázik a diktatúra pocsolyájában, röfög és zabálja a moslékot, és nem akar tudni róla, hogy le fogják szúrni. Hogy se tanulni, se dolgozni nem tud és nem akar, csak irigyelni, és ha módja van legyilkolni azt, aki munkával, tanulással, innovációval viszi valamire.
Ma már a második világháború borzalmaiért, a Holocaustért egyedül a magyar a felelős, mert a magyar nép az (a német néppel ellentétben), amelyik se be nem vallotta, meg nem gyónta a bűneit, se töredelmes bűnbánatot nem tanúsított, se meg nem fogadta, hogy soha többé, se bűnbocsánatért nem esdekelt.”

– Kertész Ákos. Nepszava.com, 2011. augusztus 29.

Kertész Ákos pár nappal később az alábbi közleményt adta ki:

„Az Amerikai Népszavához írt publicisztikámban szereplő mondatot: »A magyar genetikusan alattvaló« – ezúttal helyreigazítom. Helyesen ilyen mondat nincs. Örömmel értesültem, hogy a holokauszttal kapcsolatban az elmaradt bocsánatkérés ügyében helyreigazítottak mások. Ezzel az ügyet lezártam.”

Budapest közgyűlése 2011. szeptember 21-én határozatot hozott díszpolgári címének visszavonásáról, bár a cím adományozásának rendjét szabályozó rendelet erre nem ad lehetőséget. A Fővárosi Közgyűlés 2011. december 14-én végül egy rendeletmódosítással törölte Kertészt a díszpolgárok listájáról.
A Jobbik feljelentést tett Kertész ellen közösség elleni izgatás gyanújával, ám az ügyészség ezt elutasította, mivel szerintük a kijelentés a véleménynyilvánítás keretén belül maradt.
Mártonfi Attila lexikográfus, az MTA Nyelvtudományi Intézetének tudományos munkatársa az „A magyar genetikusan alattvaló.” mondatot szövegelemzésnek vetette alá, mégpedig figyelembe véve, hogy a genetikusan szó jelentésköre eltér a genetikailag szóétól, és a Nyelv és Tudományban adott szövegértelmezése szerint a kérdéses mondat retorikai eszközöktől megfosztott olvasata: „Történeti meghatározottságból adódóan a (hosszú ideig feudalizmusban élő) magyar társadalom tagjainak kulturálisan meghatározott, jellegzetes viselkedése, hozzáállása a mindenkori hatalomnak való alárendelődés.” Kálmán László nyelvész vitába szállt ezen értelmezéssel, s az ügyből hosszabb nyelvészeti polémia bontakozott ki. Kertész egy nyilatkozatában átvitt értelműnek minősítette a kérdéses terminust; mint mondta: kijelentését esztétikailag kell értelmezni, nem tudományosan: „a magyar túlnyomórészt, nagyon sokszor fájdalmasan alattvalói attitűdökkel él és attitűdökkel rendelkezik – természetesen nem minden magyar: ilyen őrültséget nem állíthatok”.

„…a nyugati politikusok… késve fogják fölismerni azt a veszedelmet, amely az iszlám szélsőségesek részéről fenyegeti az egész civilizációt… Nem vagyok cionista. Nem kívánnék Izraelben élni, nagyon jól megvagyok itt, Montreálban. De ha fiatal volnék, az első hívó szóra habozás nélkül mennék önkéntesnek az izraeli hadseregbe…”

– Kertész Ákos: A hamis zsidó önkép

## Művei
- Hétköznapok szerelme. Kisregény és elbeszélések; Szépirodalmi, Budapest, 1962
- Sikátor. Regény; Szépirodalmi, Budapest, 1965
- Makra. Regény; Szépirodalmi, Budapest, 1971
- Névnap / Autók és utak. Hangjáték / Elbeszélések / Üvegkalitka; Szépirodalmi, Budapest, 1972
- Sziklafal / Özvegyek (1976)
- Két regény / Makra / Sikátor; Szépirodalmi, Budapest, 1979 (30 év)
- Kasparek (1979)
- Családi ház manzárddal (1982)
- Aki mer, az nyer (1984)
- Huszonegy (1984)
- A világ rendje. Válogatott kisregények és novellák; Szépirodalmi, Budapest, 1984
- Zakariás; Magvető, Budapest, 1990
- Másnaposság (1990)
- A gyűlölet ára; Pannon, Budapest, 1992 
  - (A romazsaru címen is)
- Akár hiszed, akár nem. Válogatott írások, 1974–1994. Novellák, publicisztikák, vallomások; Ab Ovo, Budapest, 1994
- Tündérmesék. Három kisregény / Csoda Rogacsovban / Csengődi Böbe házassága / Indián nyár; Fekete Sas, Budapest, 1999
- A tisztesség ára (2000)
- Zé és más történetek (2000)
- Még a kapanyél is elsülhet. Történelmi regény; Ab Ovo, Budapest, 2001
- Prófétát a lelátókra! Esszék, publicisztikák, egyéb csacskaságok, 1999–2002; Ab Ovo, Budapest, 2002
- Brúnó, Borcsa, Benjámin… (2004)
- A Nap utcai fiúk (2006)
- A romazsaru. Bűnügyi regény; jav. kiad.; Fapadoskonyv.hu, Budapest, 2009
  - (A gyűlölet ára címen is)
- Égszakadás, földindulás. Napló miniatúrák. Kisesszék és publicisztikai írások. Könyvhét, 1998–2009; Kiss József, Budapest, 2009 (Könyvhét könyvek)
- Tigrisbunda. Regény; Noran Libro, Budapest, 2011
- Jónás Ninivében. Publicisztikák, esszék 2002–2010; Pallas Páholy, Budapest, 2011

### Művei idegen nyelven
- Witwen, ford.: Jörg Buschmann (Berlin, 1976)
- Kornelovy vdovy, ford.: Kateřina PoŠová (Prága, 1976)
- Jmeniny – Příliš hořká komedie o dvou částech, ford.: Anna Rossová (Prága, 1978)
- Vdovy – Hra v dvoch častiach, ford.: Ladislav Obuch (Pozsony, 1978)
- Makra – en vanlig människa, ford.: Maria Ortman (Helsingborg, 1978)
- Namnsdagen / Den som vågar vinner, ford.: Maria Ortman (Stockholm, 1984)
- Ģimenes māja ar mansardu, ford.: Laima Žihare (Riga, 1987)
- Makura, ford.: Miyasaka Ichiko (Tokió, 1988)
- Le prix de l'honnêteté: La véritable histoire d'une enquête policière, ford.: Georges Kassai & Gilles Bellamy (2004)

## Díjai, elismerései
- SZOT-díj (1966)
- József Attila-díj (1972, 1984)
- A Szépirodalmi Könyvkiadó Nívódíja (1981)
- Az Év Könyve Jutalom (1990)
- A Művészeti Alap Irodalmi Díja (1991)
- A Magyar Köztársasági Érdemrend tisztikeresztje (1992)
- Arany János-díj (1999)
- Hazám-díj (2002)
- Budapest díszpolgára (2002, 2011-ben visszavonták)
- Kossuth-díj (2008)[26]

### A „Vitatott írásai” c. szakaszhoz
- ↑ Index.hu Joób 2011-09-13:  Joób Sándor:  Mégsem genetikusan alattvaló a magyar.  Index.hu,   (2011. szeptember 13.)
- ↑ ATV 2011-09-06:  Interjú az ATV-n (az idézet forrása: 03.27–03.15, a számláló a végétől számítva mutatja az időt).  ATV.hu,   (2011. szeptember 6.)
- ↑ Magyarhirlap.hu Pintér 2011-09-03:  Pintér Balázs:  „Genetikusan alattvaló” a magyar.  Magyarhirlap,   (2011. szeptember 3.)
- ↑ Mti.hu 2011-09-02:  Az Amerikai Népszava és Kertész Ákos szólásszabadsága: Péntek 21:05.  Gondola.hu,   (2011. szeptember 2.) A cikk ezen az összefoglaláson alapul az MTI-től
- ↑ Nepszava.com Bartus 2011-09-03:  Bartus László:  Kertész Ákos és a fajgyűlölet: Szombat 13:46.  Népszava,   (2011. szeptember 3.)
- ↑ Nepszava.com Lánc és kard 2011-04-20:  Kertész Ákos: Lánc és kard – Amerikai Népszava, 2011. április 20.
- ↑ Nepszava.com Nyílt levél:  Kertész Ákos nyílt levele az Amerikai Népszavához
- ↑ Nol.hu Révész 2011-09-06:  Révész Sándor:  Kertész Ákos és a rasszizmus.  Népszabadság,   (2011. szeptember 6.)
- ↑ Os.mti.hu Wallenberg Egyesület 2011-09-11:  A Raoul Wallenberg Egyesület Elnöksége:  A Wallenberg Egyesület Kertész Ákos önkritikáját várja]. os.mti.hu
- ↑ Os.mti.hu RWE 2011-09-19:  A Raoul Wallenberg Egyesület Elnöksége:  Az RWE fenntartja álláspontját, de... os.mti.hu
- ↑ Index.hu 2011-09-21:  Megfosztották fővárosi díszpolgárságától Kertész Ákost. index.hu (2011. szeptember 21.)  (Hozzáférés: 2011. szeptember 21.)
- ↑ Hvg.hu 2011-10-11:  Magyar Nemzet: elutasították a Kertész Ákos elleni feljelentést. HVG, 2011. október 11. (Hozzáférés: 2011. október 11.)
- ↑ budapest.hu:  A Főv. Kgy. 78/2011.(12.30.) rendeletre vonatkozó előterjesztés az önkormányzat honlapján
- ↑ nepszava.com 2014-10-21:  A hamis zsidó önkép (Kertész Ákos, 2014. október 21.)

Nyelvészeti szempontok
- ↑ Nyest.hu Mártonfi:  Mit állított Kertész Ákos? (Mártonfi Attila, Nyest, 2011. szeptember 23.)
- ↑ Nyest.hu Kálmán:  Genetikusan: Kertész és Mártonfi a cél mellé lőtt (Kálmán László, Nyest, 2011. szeptember 27.)
- ↑ Nyest.hu Németh:  Genetikus: mit is jelent? (Németh László, 2011. október 5.)
- ↑ Nyest.hu Mártonfi2:  Kálmán László árnyékra vetődött (Mártonfi Attila, 2011. október 7.)
- ↑ Nyest.hu Kálmán2:  Harmadakkora válasz (Kálmán László, 2011. október 10.)
- ↑ Nyest.hu Mártonfi3:  Zárszó a Kertész-vitában? (Mártonfi Attila, 2011. október 18.)